# آدم زوكر
آدم زوكر (بالإنجليزية: Adam Zucker)‏ هو معلق رياضي أمريكي، ولد في 1976.